# Карабурун (вилает Истанбул)
 Тази статия е за селото във Вилает Истанбул.  За селото във Вилает Родосто вижте Карабурун (вилает Родосто).  
Карабурун (на турски: Karaburun) е село в Източна Тракия, Турция, Вилает Истанбул.

## География
Селото се намира на брега на Черно море, разположено на около 50 километра северно от Истанбул.
1. ↑  İstanbul'un Mahalle Bazında Nüfus Yoğunluğu Haritası //    Архивиран от оригинала на 25 септември 2024 г. Посетен на 24 септември 2024 г. (на турски)